# Bolesław Czwójdziński
Bolesław Czwójdziński (ur. 27 maja 1901 w Gostyniu, zm. 17 lipca 1972 w Szczecinie) – pionier krajoznawstwa i turystyki na Pomorzu Zachodnim, miłośnik śladów słowiańskich i polskości, publicysta, członek i działacz społeczny Polskiego Towarzystwa Krajoznawczego, Polskiego Towarzystwa Turystyczno-Krajoznawczego, Polskiego Towarzystwa Archeologicznego, Polskiego Towarzystwa Historycznego.

## Życiorys
Syn Wojciecha i Klementyny z Żarnowskich, urodził się 27 maja 1901 w Gostyniu, w patriotycznej rodzinie, pielęgnującej polskie tradycje powstań i pracy organicznej. Kształcił się w zaborze pruskim. Do szkoły podstawowej chodził w Lesznie, a języka polskiego i historii uczył się m.in. na tajnych kompletach. Rysunek techniczny bardzo dobrze opanował w szkole budowlanej, później uczęszczał do Państwowej Szkoły Sztuk Zdobniczych i Przemysłu Artystycznego w Poznaniu.
W 1927 zatrudnił się w Dyrekcji Okręgowej Kolei Państwowych w Poznaniu w Wydziale Ruchu najpierw jako starszy asesor, potem referent.
7 kwietnia 1945 w Poznaniu wziął udział w zebraniu Komisji dla spraw Przywrócenia Nazw Słowiańskich na Przyodrzu, na którym byli obecni wybitni polscy historycy onomaści, profesorowie: Zygmunt Wojciechowski, Mikołaj Rudnicki i ks. kan. Stanisław Kozierowski. Bolesław Czwójdziński zgłosił tam wniosek o najpilniejszą potrzebę powrotu do słowiańskiego nazewnictwa Ziem Odzyskanych. W tym celu objechał wszystkie czynne linie kolejowe rysując mapy połączeń kolejowych. Opracował katalog polskich nazw stacji rejonu Dyrekcji Okręgowej Kolei Państwowych w Szczecinie (nieopublikowany). We wrześniu 1945, aby być bliżej najistotniejszych spraw swego życia, zamieszkał w Szczecinie. 11–13 września 1945 zorganizował Kongres Polskich Onomastów, który odbył się w gmachu dzisiejszego Urzędu Miejskiego. Na kongresie tym obecny był m.in. ks. prof. Stanisław Kozierowski. Od 1954 był członkiem szczecińskiego oddziału Polskiego Towarzystwa Historycznego, od 1962 członkiem zarządu, a od 1970 jego sekretarzem.
Bolesław Czwójdziński był wybitnym przewodnikiem turystycznym i miłośnikiem wędrówek pieszych i rowerowych. Z pasją zwiedzał miasta Pomorza Zachodniego, Dolinę Dolnej Odry, Wzgórza Bukowe, Uznam i Wolin, Wybrzeże Trzebiatowskie. Na wszystkich swoich wyprawach robił szczegółowe notatki i szkice, dokonywał pomiarów zabytków architektury i przyrody, katalogował je. W pracach inwentaryzacyjnych pomagała mu biegła znajomość języka niemieckiego i rysunku technicznego. W 1959 opublikował broszurę Ginący Trzęsacz, a w 1966 opracował w formie plakatu mapę turystyczną województwa szczecińskiego, w prasie lokalnej ukazało się ponad 100 artykułów jego autorstwa z dziedziny krajoznawstwa. Był inicjatorem pierwszego kursu przewodników po mieście i regionie (w „Domu Turysty”, obecnie hotel „Victoria”), sam oprowadził około 1500 wycieczek. Przyczynił się do powstania schronisk turystycznych w Świnoujściu, Międzyzdrojach i Dziwnowie oraz równocześnie kół i oddziałów PTTK w tych miejscowościach. Był czynnym członkiem kilku komisji PTTK, częstym organizatorem szkoleń i prelekcji turystyczno-krajoznawczych.
Za działalność zawodową i społeczną został wyróżniony wieloma odznaczeniami: Srebrnym Krzyżem Zasługi, Złotą Odznaką Honorową Gryfa Pomorskiego, Odznaką 1000-lecia Państwa Polskiego, Złotą Honorową Odznaką PTTK, Odznaką „Zasłużony Działacz Turystyki”, medalem im. Aleksandra Janowskiego, Złotą Odznaką za Opiekę nad Zabytkami, Odznaką „Przodujący Kolejarz”, pośmiertnie Medalem Rodła.
Zmarł po długiej i ciężkiej chorobie 17 lipca 1972 w Szczecinie. Spoczywa na cmentarzu Centralnym w Szczecinie: kwatera 38b, rząd 2, grób 12.

## Pamięć
Po śmierci, w 1981 nazwano jego imieniem jedną z ulic osiedla w Szczecinie-Płoni. Oddział Miejski PTTK w Szczecinie ufundował tablice pamiątkowe, pierwszą w 1983 przy wejściu do swojej siedziby na pl. Lotników, drugą w 1996 na budynku u zbiegu ul. Jagiellońskiej z pl. Zamenhofa, gdzie mieszkał (obie tablice zostały skradzione w niewyjaśnionych okolicznościach). Jego imieniem nazwane jest również jedno z najatrakcyjniejszych miejsc w podszczecińskiej Puszczy Bukowej, przełomowy odcinek Rudzianki – Brama Czwójdzińskiego oraz znakowany zielony turystyczny Szlak im. Bolesława Czwójdzińskiego, rozpoczynający się przy pomnikowych „Dębach Bolesława Krzywoustego” w Szczecinie-Klęskowie.
Bolesław Czwójdziński jest patronem Szkoły Podstawowej nr 28, w Zespole Szkół nr 11 w Szczecinie-Płoni, przy ul. Piasecznej 40.

## Publikacje
- O koszalińskich herbach, Głos Tygodnia, Koszalin, 1956, nr 11, s. 2, il.. koszalin7.pl. [zarchiwizowane z tego adresu (2016-03-04)].
- Jeszcze o herbie Koszalina, Głos Tygodnia, Koszalin, 1956, nr 22, s. 2. koszalin7.pl. [zarchiwizowane z tego adresu (2016-03-10)].
- O historii najstarszego herbu Ziemi Koszalińskiej, Głos Tygodnia, Koszalin, 1956, nr 26, s. 2, il.